# Xihongmen
Xihongmen (in cinese: 西红门站S, Xīhóngmén zhànP) è una stazione della linea Daxing della metropolitana di Pechino. La stazione è entrata in funzione in concomitanza dell'inaugurazione dell'intera linea Daxing, avvenuta il 30 dicembre 2010. È l'unica stazione della linea Daxing ad essere stata costruita in superficie.

## Posizione
La stazione di Xihongmen è situata all'incrocio tra Xinning Street e Hongfu West Road, nel distretto di Daxing situato nella zona meridionale della città di Pechino. Nelle vicinanze è presente un parco espositivo sulla storia e lo sviluppo della metropolitana in Cina.

## Struttura e impianti
La stazione di Xihongmen è composta da due piani sopraelevati: al primo piano è stato costruito un corridoio di collegamento con la zona commerciale circostante e al centro commerciale Huiju, mentre al secondo piano l'atrio della stazione, i binari e le banchine laterali del treno. Al di fuori della stazione è presente un parcheggio di interscambio di 10 000m².
La stazione dispone di 3 accessi, indicati con le lettere A, B1 e B2. Gli ingressi A e B2 sono accessibili ai portatori di disabilità motorie grazie alla presenza di ascensori.

## Servizi
La stazione dispone di:
- Accessibilità per portatori di handicap (solo uscita A e B2)
- Ascensore (solo uscita A e B2)
- Scale mobili
- Emettitrice automatica biglietti
- Servizi igienici
- Sportello automatico
- Distributori automatici
- Stazione video sorvegliata
- Ufficio polizia
- Parcheggio di interscambio

### Orari
Dal 30 dicembre 2010 la linea Daxing condivide il percorso con la Linea 4; dalla stazione di Xihongmen si operano i servizi come segue:
- Un servizio che copre l'intera tratta, da Anheqiao Nord, da dove inizia la Linea 4, fino a Tiangongyuan, capolinea della Linea Daxing.[8]
- Un servizio ridotto che copre l'intera Linea 4 al quale si aggiunge la fermata Xingong della Linea Daxing, la prima stazione della Linea Daxing, quindi offrendo corse da Anheqiao Nord a Xingong. I passeggeri che intendono proseguire verso sud devono scendere e cambiare binario in direzione Tiangongyuan.[9]

La prima corsa direzione Anheqiao Nord parte tutti i giorni alle 5:27da Xihongmen, mentre l'ultima alle 23:07. In direzione opposta, il primo treno per Tiangongyuan effettua servizio alle 5:58 mentre l'ultimo alle 23:36.

### Tariffazione
Dalla stazione di Xihongmen la tariffazione parte da un prezzo di ¥3 (circa €0,40), a seconda della distanza di viaggio totale da percorrere, fino a un massimo di ¥7 (circa €1). Se si usa la carta dei trasporti, il prezzo viene scontato del 20% per le corse dopo una spese di ¥100 (circa €13) in un mese solare, del 50% per le corse dopo i ¥150 (circa €20) di spesa e superati i ¥400 di spesa (circa €52) non ci saranno ulteriori sconti.

## Interscambi
- Fermata autobus 381, 454, 470, 474, 483, 646, 829, 937, 993, 兴13, 兴14, 兴14区, 兴53, 兴66, 兴68, 兴71, 兴79, 专84, 专97, 专169.